# Coupe d'Écosse de football 1952-1953
 (septembre 2018).
Si vous disposez d'ouvrages ou d'articles de référence ou si vous connaissez des sites web de qualité traitant du thème abordé ici, merci de compléter l'article en donnant les références utiles à sa vérifiabilité et en les liant à la section « Notes et références ».
Navigation
1951-1952 1953-1954
La Coupe d'Écosse de football 1952-1953 est la 68e édition de la Coupe d'Écosse de football. Elle est remportée par l'équipe des Glasgow Rangers qui bat Aberdeen 1 à 0 au cours du match d'appui de la finale.

## Premier tour
| Équipe accueillant | Score | Équipe visiteuse     |
| ------------------ | ----- | -------------------- |
| Berwick Rangers    | 3 – 3 | Dundee United        |
| Dumbarton          | 1 – 3 | Cowdenbeath          |
| East Fife          | 7 – 1 | Vale of Leithen      |
| Elgin City         | 2 – 3 | Third Lanark         |
| Eyemouth United    | 0 – 4 | Celtic               |
| Hibernian          | 8 – 1 | Stenhousemuir        |
| Leith Athletic     | 1 – 8 | Airdrieonians        |
| Greenock Morton    | 3 – 1 | Dunfermline Athletic |
| Newton Stewart     | 2 – 2 | Falkirk              |
| Queen of the South | 2 – 1 | Huntly               |
| Raith Rovers       | 5 – 0 | Clachnacuddin        |
| Rangers            | 4 – 0 | Arbroath             |
| St Mirren          | 1 – 1 | Brechin City         |
| Stranraer          | 0 – 4 | Kilmarnock           |

### Matchs rejoués
| Équipe accueillant | Score | Équipe visiteuse |
| ------------------ | ----- | ---------------- |
| Brechin City       | 0 – 1 | St Mirren        |
| Dundee United      | 2 – 3 | Berwick Rangers  |
| Falkirk            | 4 – 0 | Newton Stewart   |

## Deuxième tour
| Équipe accueillant  | Score | Équipe visiteuse   |
| ------------------- | ----- | ------------------ |
| Aberdeen            | 2 – 0 | St Mirren          |
| Airdrieonians       | 3 – 0 | East Fife          |
| Albion Rovers       | 2 – 0 | East Stirlingshire |
| Alloa Athletic      | 0 – 2 | Motherwell         |
| Berwick Rangers     | 2 – 3 | Queen of the South |
| Buckie Thistle      | 1 – 5 | Ayr United         |
| Cowdenbeath         | 0 – 1 | Greenock Morton    |
| Dundee              | 0 – 2 | Rangers            |
| Forfar Athletic     | 2 – 4 | Falkirk            |
| Hamilton Academical | 2 – 2 | Kilmarnock         |
| Hibernian           | 4 – 2 | Queen’s Park       |
| Partick Thistle     | 0 – 2 | Clyde              |
| Raith Rovers        | 0 – 1 | Hearts             |
| St Johnstone        | 1 – 2 | Montrose           |
| Stirling Albion     | 1 – 1 | Celtic             |
| Wigtown & Blanoch   | 1 – 3 | Third Lanark       |

### Matchs rejoués
| Équipe accueillant | Score | Équipe visiteuse    |
| ------------------ | ----- | ------------------- |
| Celtic             | 3 – 0 | Stirling Albion     |
| Kilmarnock         | 0 – 2 | Hamilton Academical |

## Troisième tour
| Équipe accueillant | Score | Équipe visiteuse    |
| ------------------ | ----- | ------------------- |
| Aberdeen           | 5 – 5 | Motherwell          |
| Airdrieonians      | 0 – 4 | Hibernian           |
| Clyde              | 8 – 3 | Ayr United          |
| Falkirk            | 2 – 3 | Celtic              |
| Hearts             | 3 – 1 | Montrose            |
| Greenock Morton    | 1 – 4 | Rangers             |
| Queen of the South | 2 – 0 | Albion Rovers       |
| Third Lanark       | 1 – 0 | Hamilton Academical |

### Matchs rejoués
| Équipe accueillant | Score | Équipe visiteuse |
| ------------------ | ----- | ---------------- |
| Motherwell         | 1 – 6 | Aberdeen         |

## Quarts de finale
| Équipe accueillant | Score | Équipe visiteuse   |
| ------------------ | ----- | ------------------ |
| Clyde              | 1 – 2 | Third Lanark       |
| Hearts             | 2 – 1 | Queen of the South |
| Hibernian          | 1 – 1 | Aberdeen           |
| Rangers            | 2 – 0 | Celtic             |

### Match rejoué
| Équipe accueillant | Score | Équipe visiteuse |
| ------------------ | ----- | ---------------- |
| Aberdeen           | 2 – 0 | Hibernian        |

## Demi-finales
| 4 avril 1953 | Aberdeen          | 1 - 1   | Third Lanark         | Ibrox, Glasgow                                     |                                                    |
|              | Paddy Buckley 59e | (0 - 0) | 77e John Cuthbertson | Spectateurs : 18 468 Arbitrage : Charlie Faultless | Spectateurs : 18 468 Arbitrage : Charlie Faultless |

| 4 avril 1953 | Rangers                                | 2 - 1   | Hearts              | Hampden Park, Glasgow                               |                                                     |
|              | Derek Grierson 44e · John Prentice 75e | (1 - 1) | 11e Jimmy Wardhaugh | Spectateurs : 116 262 Arbitrage : Charlie Faultless | Spectateurs : 116 262 Arbitrage : Charlie Faultless |

### Match rejoué
| 8 avril 1953 | Aberdeen                              | 2 - 1   | Third Lanark    | Ibrox, Glasgow                                     |                                                    |
|              | Harry Yorston 32e · Harry Yorston 71e | (1 - 1) | 30e Wattie Dick | Spectateurs : 21 000 Arbitrage : Charlie Faultless | Spectateurs : 21 000 Arbitrage : Charlie Faultless |

## Finale

### Premier match
| 25 avril 1953 | Rangers          | 1 - 1   | Aberdeen          | Hampden Park, Glasgow                                       |                                                             |
|               | John Prentice 8e | (1 - 0) | 80e Harry Yorston | Spectateurs : 129 761 Vidéo du match Arbitrage : Jack Mowat | Spectateurs : 129 761 Vidéo du match Arbitrage : Jack Mowat |

| Rangers | Aberdeen |

|              | Gardien de but | George Niven    |  | 27' à 45' |  |
|              | D              | George Young    |  |           |  |
|              | D              | John Little     |  |           |  |
|              | M              | Ian McColl      |  |           |  |
|              | M              | Duncan Stanners |  |           |  |
|              | M              | Jim Pryde       |  |           |  |
|              | A              | Willie Waddell  |  |           |  |
|              | A              | Derek Grierson  |  |           |  |
|              | A              | Willie Paton    |  |           |  |
|              | A              | John Prentice   |  |           |  |
|              | A              | Johnny Hubbard  |  |           |  |
| Entraîneur : |                |                 |  |           |  |
|              | Bill Struth    |                 |  |           |  |

|              | Gardien de but | Fred Martin     |  |  |  |
|              | D              | Jimmy Mitchell  |  |  |  |
|              | D              | Davie Shaw      |  |  |  |
|              | M              | Tony Harris     |  |  |  |
|              | M              | Alec Young      |  |  |  |
|              | M              | Jack Allister   |  |  |  |
|              | A              | Ian Rodger      |  |  |  |
|              | A              | Harry Yorston   |  |  |  |
|              | A              | Paddy Buckley   |  |  |  |
|              | A              | George Hamilton |  |  |  |
|              | A              | Jack Hather     |  |  |  |
| Entraîneur : |                |                 |  |  |  |
|              | Dave Halliday  |                 |  |  |  |

Lors de ce premier match, le gardien des Rangers, George Niven, se blesse à la 27e minute à la suite d'un choc avec l'attaquant d'Aberdeen, Paddy Buckley. Les remplacements n'étant alors pas autorisés c'est le capitaine George Young qui le remplace. Niven revient garder les buts en seconde période après avoir été soigné aux vestiaires et bien que toujours souffrant. En raison du match nul la finale est rejouée quatre jours plus tard.

### Replay de la finale
| 29 avril 1953 | Rangers           | 1 - 0   | Aberdeen | Hampden Park, Glasgow                                       |                                                             |
|               | Billy Simpson 42e | (1 - 0) |          | Spectateurs : 113 700 Vidéo du match Arbitrage : Jack Mowat | Spectateurs : 113 700 Vidéo du match Arbitrage : Jack Mowat |

| Rangers | Aberdeen |

|              | Gardien de but | George Niven    |  |  |  |
|              | D              | George Young    |  |  |  |
|              | D              | John Little     |  |  |  |
|              | M              | Ian McColl      |  |  |  |
|              | M              | Willie Woodburn |  |  |  |
|              | M              | Jim Pryde       |  |  |  |
|              | A              | Willie Waddell  |  |  |  |
|              | A              | Derek Grierson  |  |  |  |
|              | A              | Billy Simpson   |  |  |  |
|              | A              | Willie Paton    |  |  |  |
|              | A              | Johnny Hubbard  |  |  |  |
| Entraîneur : |                |                 |  |  |  |
|              | Bill Struth    |                 |  |  |  |

|              | Gardien de but | Fred Martin     |  |  |  |
|              | D              | Jimmy Mitchell  |  |  |  |
|              | D              | Davie Shaw      |  |  |  |
|              | M              | Tony Harris     |  |  |  |
|              | M              | Alec Young      |  |  |  |
|              | M              | Jack Allister   |  |  |  |
|              | A              | Ian Rodger      |  |  |  |
|              | A              | Harry Yorston   |  |  |  |
|              | A              | Paddy Buckley   |  |  |  |
|              | A              | George Hamilton |  |  |  |
|              | A              | Jack Hather     |  |  |  |
| Entraîneur : |                |                 |  |  |  |
|              | Dave Halliday  |                 |  |  |  |